# Хварстниця
Хварстниця (пол. Chwarstnica, нім. Klein Schönfeld) — село в Польщі, у гміні Ґрифіно Грифінського повіту Західнопоморського воєводства.
Населення — 361 особа (2011).
У 1975-1998 роках село належало до Щецинського воєводства.

## Демографія
Демографічна структура станом на 31 березня 2011 року:
|          | Загалом | Допрацездатний вік | Працездатний вік | Постпрацездатний вік |
| -------- | ------- | ------------------ | ---------------- | -------------------- |
| Чоловіки | 181     | 37                 | 126              | 18                   |
| Жінки    | 180     | 44                 | 97               | 39                   |
| Разом    | 361     | 81                 | 223              | 57                   |